# Agiófyllo
Agiófyllo är en ort i Grekland.   Den ligger i prefekturen Trikala och regionen Thessalien, i den centrala delen av landet, 280 km nordväst om huvudstaden Aten. Agiófyllo ligger 561 meter över havet och antalet invånare är 621.
Terrängen runt Agiófyllo är huvudsakligen kuperad, men åt nordost är den platt. Runt Agiófyllo är det glesbefolkat, med 11 invånare per kvadratkilometer. Närmaste större samhälle är Kalampáka, 18,5 km söder om Agiófyllo. Omgivningarna runt Agiófyllo är en mosaik av jordbruksmark och naturlig växtlighet.